# Кампоротондо-ди-Фьястроне
Кампоротондо-ди-Фьястроне (итал. Camporotondo di Fiastrone) — коммуна в Италии, находится в регионе Марке, в провинции Мачерата.
Население составляет 606 человек (2008), плотность населения составляет 73 чел./км². Занимает площадь 8 км². Почтовый индекс — 62020. Телефонный код — 0733.
Покровителями коммуны почитаются святой апостол Марк, празднование 25 апреля, и святая Аполлония, празднование 9 февраля.

## Демография
Динамика населения:

## Администрация коммуны
- Официальный сайт: http://www.comune.camporotondodifiastrone.mc.it/ Архивная копия от 24 октября 2010 на Wayback Machine